# Bewässerungsgraben (Hamburg-Wilhelmsburg)
Der Bewässerungsgraben ist ein Graben in Hamburg-Wilhelmsburg. Er verbindet die Höder Wettern mit der Neuen Höder Wettern und der Jenerseitewettern.

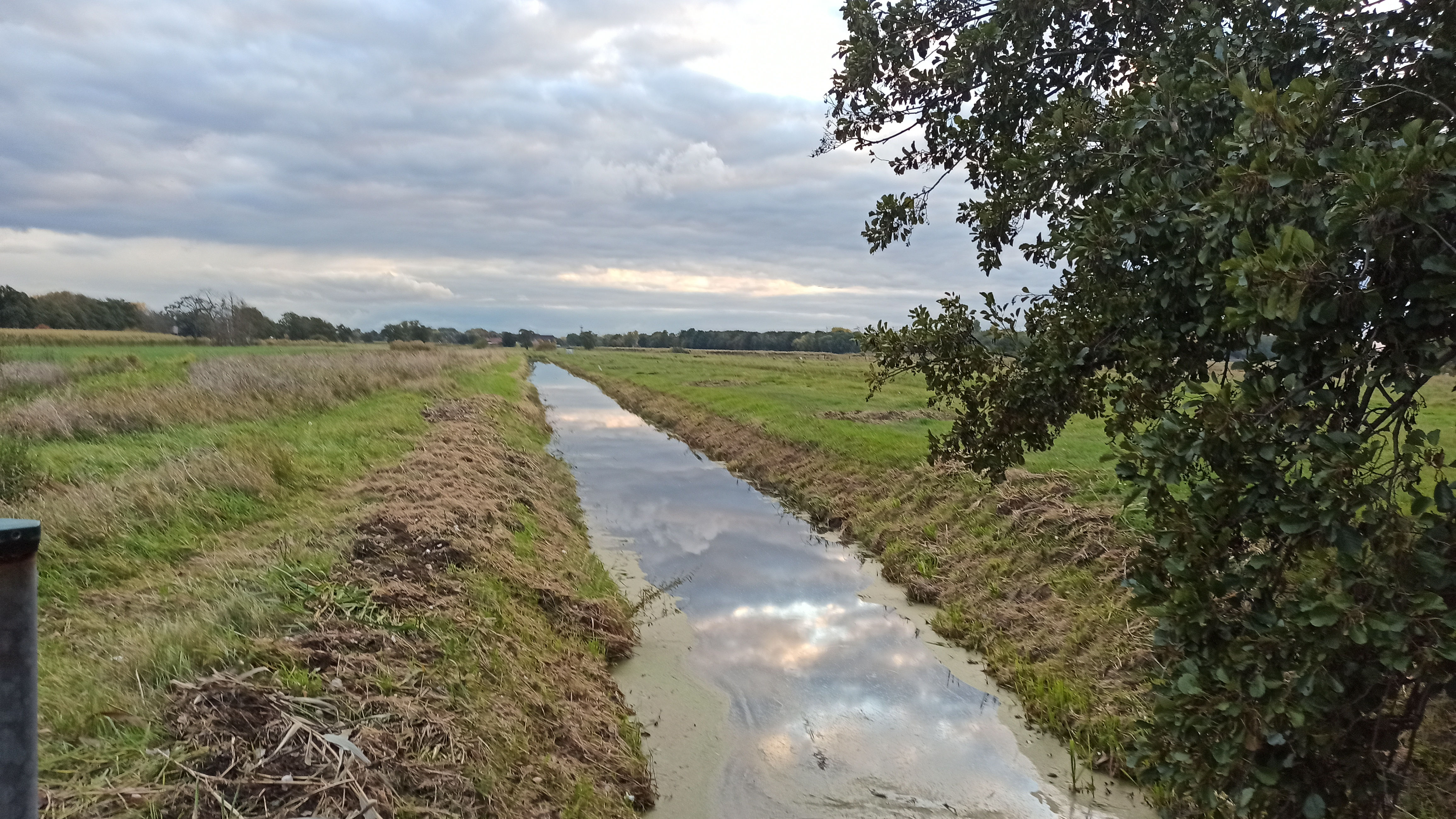
Der Bewässerungsgraben am Siedenfelder Weg

Er beginnt an der Straße Am Weidegrund und unterfließt den Siedenfelder Weg.